# 라 보엠

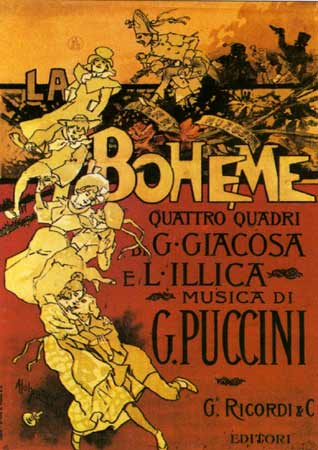

라 보엠(이탈리아어: La Bohème, 보헤미안들)은 자코모 푸치니가 작곡한 4막의 오페라이다. 앙리 뮈르제의 보헤미안의 생활을 기초로 주세페 자코사와 루이지 일리카가 이탈리아어 대본을 완성하였다. 1896년 2월 1일 토리노의 레조 극장에서 아르투로 토스카니니의 지휘로 초연되었다. 오페라 초연 후 50년이 지난 1946년에 토스카니니는 미국 라디오 방송국에서의 공연을 지휘하였고, 이 공연은 음반으로 발매되었다. 이 음반은 푸치니 오페라를 이끌던 초연의 지휘자의 녹음으로는 유일하다.
"라 보엠"은 푸치니의 가장 유명하고 인기있는 작품이고, 일반 오페라 레파토리에서 가장 많이 상연되는 오페라 중 하나이다.
레온카발로는 같은 제목에 같은 줄거리를 기초하여, 작곡가 본인이 직접 대본을 작성하여 오페라를 작곡하였다.

## 등장인물
| 배역                                                                                | 성악 부분 | 초연시 가수, (아르투로 토스카니니) |
| ----------------------------------------------------------------------------------- | --------- | ---------------------------------- |
| 로돌포, 시인                                                                        | 테너      | Evan Gorgo                         |
| 미미, 재봉사 (본명: 루치아)                                                         | 소프라노  | Cesira Ferrani                     |
| 마르첼로, 화가                                                                      | 바리톤    | Tieste Wilmant                     |
| 쇼나르, 음악가                                                                      | 바리톤    | Antonio Pini-Corsi                 |
| 콜리네, 철학자                                                                      | 베이스    | Michele Mazzara                    |
| 무제타, 가수                                                                        | 소프라노  | Camilla Pasini                     |
| 브누아, 이들의 집주인                                                               | 베이스    | Alessandro Polonini                |
| 알친도로, a state councillor                                                        | 베이스    | Alessandro Polonini                |
| 파르피뇰, 장난감 노점상                                                             | 테너      | Dante Zucchi                       |
| A customs Sergeant                                                                  | 베이스    | Felice Fogli                       |
| 학생들, 일하는 처녀들, 마을 사람들, 상점 주인들, 노점상들, 병사들, 웨이터들, 아이들 |           |                                    |

## 줄거리
- 파리 시, 라틴 구

### 1막
- 로돌포의 다락방

  막이 열리면 어떤 낡은 아파트의 작은 다락방이다. 시인 로돌포는 창밖의 눈덮인 지붕을 바라보며 생각에 잠겨있고, 화가 마르첼로는 홍해의 경치를 그리며 화필을 움직이고 있다. 크리스마스 이브의 차가운 날씨인데도 난로에는 불이 없다. 땔감조차 없는 가난한 그들은 테이블 밑에 있던 자칭 걸작의 원고 뭉치를 난로에 넣어 불길이 오르는 것을 보고 환성을 지른다. 이 때 철학자 콜리네가 책을 들고 떨며 들어와 난로에 불이 있는 것을 보고 놀란다. 잠시 후 두 소년이 음식과 술과 담배를 가져온다. 이를 본 세 사람은 다시 한번 환성을 지른다. 뒤이어 음악가 쇼나드가 의기양양하게 들어온다. 영국 사람의 일을 해주고 돈을 벌었다는 것이다.
  그들이 모두 유쾌하게 먹고 마시는데 집주인이 집세를 받기 위해 들어온다. 그들은 얼버무려 집주인에게 술 몇 잔을 권한 후 따돌리고, 돈을 나누어 가지고 카페로 가자고 하며 나간다. 로돌포는 원고를 정리하고 나가겠다며 친구들을 먼저 내보낸다. 그가 원고를 정리하고 있을 때 아름다운 처녀 미미가 촛불을 빌리기 위해 들어온다. 폐가 나빠 파리한 미미는 들어서며 심하게 기침을 한다. 로돌포는 그녀의 원기를 회복시키기 위해 포도주를 권하지만 그녀는 사양하고 촛불만 붙여들고 나가다가 잊고나간 열쇠를 찾으러 다시 들어선다. 이때 공교롭게도 방문을 여는 순간 바람에 미미의 촛불과 다락방의 촛불이 모두 꺼져버린다.
  두 사람은 어둠 속을 더듬어 열쇠를 찾는데 로돌포는 우연히 그의 손에 열쇠가 잡히자 주머니에 넣고 계속해서 찾는 척하다가 미미와 부딪친다. 로돌포는 미미의 손을 잡고 유명한 아리아 <그대의 찬 손 Che gelida manina>을 노래한다.
"나는 시인입니다. 쓰는 것이 일인데 그럭저럭 살아가고 있습니다. 가난한 가운데 기쁨이 있으며 지체가 높은 사람들처럼 운치가 있고, 사랑의 노래가 있습니다."..."자, 그러면 다음은 당신이 말씀을 해 주십시오"
  미미는 "나는 미미라고 부릅니다(Si mi chiamano Mimi). 그러나 본 이름은 루치아라고 합니다. 내 이야기는 길지 않습니다. 나는 집 안에서나 밖에서 캔버스와 비단 천 위에 수를 놓고 있습니다. 나도 다락방에서 살고 있지만 봄볕은 내 방에 제일 먼저 찾아옵니다. 아름다운 장미와 흰 백합을 수 놓을 때는 기쁘지만 그것들은 죽은 꽃이어서 향기가 없는 것을 생각할 때 슬픕니다." 하며 적적한 생활을 고백한다. 미미가 자기 방으로 가려할 때 문 밖에서 세 친구들이 그를 부르는 소리가 들린다. 로돌포는 이제 곧 떠날 터이니 먼저 가서 두 자리를 잡아두라고 당부한다.
  어둡던 방안에 달빛이 흘러 들어올 때 로돌포는 <오 귀여운 처녀 O soave fanciulla>를 노래하고, 다시 사랑의 이중창을 부른 후 막이 내려진다.

### 2막
- 카페 모무스 앞

거리에는 많은 사람들이 모여 있는데 카페의 입구에는 큰 램프가 켜져 있다. 자칭 대 철학자, 대 화가, 대 음악가, 대 시인인 그들에게 이 주점에서는 사총사라고 부른다. 크리스마스 이브의 번화한 풍경이다. 로돌포와 미미는 손을 잡고 모자가게에 들어가 미미의 모자를 사준다. 그들이 카페에 갔을 때는 이미 카페는 만원이다. 할 수 없이 네 명의 예술가와 미미는 테이블을 들고 밖으로 나와 앉는다. 그들은 여기서 유쾌하게 만찬을 시작하는데, 그가 미미의 선물을 사왔다는 말에 그녀는 기뻐한다.
  이 때 화가 마르첼로의 애인 무제타가 돈이 많은 관리 알친도로와 손을 잡고 나타나 명랑한 <무제타의 왈츠 Quandro me'n vo' soletta per la via>를 노래한다.
내가 길을 가노라면 남자들이 발걸음을 멈추고 나의 아름다움에 이끌려 모두 나를 바라본다는 등의 바람기 있는 내용으로 노래한다.
  이 때 마르첼로는 몹시 분개한다. 그러자 갑자기 무제타는 구두 때문에 발이 아프다고 떠들어대며 한쪽 구두를 벗자 알친드로는 그것을 가지고 새 구두를 사기 위해 나가 버린다. 그때 무제타는 마르첼로에게 가서 화해를 한다. 일동은 즐겨 마시다가 군악대의 행진이 오므로 계산은 알친도로 앞으로 하고서 군중들과 같이 떠들며 나간다.
  노인은 구두를 사 가지고 왔지만 무제타가 없어져서 실망하는데, 급사가 가져온 계산서를 보고 놀라며 격분한 나머지 졸도해 버린다.

### 3막
- 안페르의 관문

  우울한 2월의 추운 아침인데, 쇠창살로 우리를 만든 이 곳은 시장의 경계로서 세금을 받는 곳인데, 지금은 파리의 남부에 있는 단페드로쉬로 광장이다.
  로돌포의 미미에 대한 사랑은 질투가 심하고 기괴하며 광적인 사랑이었다. 그들은 몇 십번이나 헤어지려 하였으며 생활이란 마치 지옥과도 같았다. 그들은 이별의 날을 기다리며 며칠을 행복하게 보내고 며칠은 하잘 것 없이 보냈다.
  아름답게 화장을 하는데 천재적인 소질이 있는 무제타는 영리하고 예민하여 횡포한 데는 굴하지 않는다. 그녀가 지지하는 하나의 법칙은 변하는 기질이었다. 본심으로 그녀가 사랑한 유일한 남자는 마르첼로였으며 그녀에게 번민을 줄 수 있는 사람도 오직 그 사람뿐이었다. 사치한 생활을 하는 것은 그녀의 생활에 필수 조건이었다.
세관 관리들은 이 시에 들어오는 모든 사람들의 증명서를 검사한다. 미미는 기침을 하면서 그 옆에 있는 여관 겸 술집에서 무제타와 같이 살고 있는 마르첼로를 만나러 온다.
  마르첼로는 나와서 '미미'하고 부르며 놀란다. 그녀는 로돌포가 자기를 버린다고 말하며 그에 대한 일을 의논한다. 그 때 로돌포가 같은 집에서 나오므로 미미는 나무 그늘에 몸을 숨긴다. 로돌포는 나와서 마르첼로에게 자기 마음의 번민을 호소한다. <미미는 마음이 뜬 여자다 Mimi e una civetta"를 노래한다.
그러나 그는 미미를 사랑하고 있다는 것을 말한다. 그리고 그녀의 병은 중하여 오래 갈 수 없는데, 나에게는 치료할 만한 돈이 없다는 것이다. 미미는 여기서 자기가 불치의 병이라는 것을 알게 된다. 그녀가 숨었다가 나타나자 로돌포는 그녀를 포옹한다.
  이 때 무제타는 술집에서 다른 남자와 웃으며 떠들어대므로 마르첼로가 뛰어 들어간다.
  미미의 노래<안녕 Addio>이 불리는데, <당신의 사랑의 말을 듣고 나오던 저 집으로Donde lieta usci altuo grido d'amore>라고 하면서 혼자 가겠노라고 한다.
그리고 "가방 속에 넣어둔 금으로 만든 손목걸이와 기도서를 심부름꾼에게 보내주세요. 또한 제가 최후의 즐겁던 크리스마스 이브에 쓰던 모자는 기념으로 두세요"라고 하며 애타는 이별의 노래<가는가 안녕 사랑의 꿈>을 노래한다. 그 뒤에 마르첼로와 무제타가 말다툼을 하면서 나온다.
네 사람의 사중창. 미미와 로돌포는 꿈같은 봄날의 아름다움을 노래한다. 둘은 서로 손을 잡고 걸어가는데 눈이 내린다.
  "언제나 당신의 것이에요. 꽃이 필 때에 이별이구나. 겨울이 계속되었으면 좋았을 것을"하고 슬프게 노래를 부르며 떠난다.

### 4막
- 1막과 같은 방

  로돌포는 채강에 앉아 글을 쓰고 마르첼로는 그림을 그리면서도 마음들이 편치 못하다. 로돌포는 무제타가 아름다운 몸차림에 마차를 타고 가는 것을 보았다고 한다. 그러자 마르첼로는 미미가 후작 부인과 같은 차림새로 마차를 타고 가는 것을 보았다는 것이다.
  마르첼로가 무심코 무제타가 남겨 둔 리본에 키스하자 로돌포는 미미가 두고 간 모자를 꺼내어 가슴에 댄다. 여기서 <오 미미, 이제는 돌아오지 않는다 O Mimi, tu piu non torni>라고 노래한다.
  얼마 후 음악가 쇼나드와 철학가 콜리네가 생선을 사가지고 왔는데, 유쾌한 기분으로 떠들면서 식사를 한다.
  그 후 무도회가 벌어지는 듯 춤을 춘다. 그러는 중에 말트집이 생겨 우스꽝스런 결투가 벌어질 때 무제타가 문을 열고 달려 들어온다.
당황한 빛을 띤 그녀의 말이 미미를 데리고 왔지만 병으로 계단을 올라오지 못한다고 말한다. 이에 놀란 로돌포가 곧 내려가는데, 마르첼로도 뒤를 따른다. 쇼나드와 콜리네는 침대를 가운데 내놓고 준비한다. 침대에 누운 미미는 "나의 로돌포 여기 있어도 좋습니까?"하고 묻자 그는 "언제든지"라고 대답한다.
  로돌포는 손이 차다면서 자기 손으로 녹혀 주는데, 그녀는 한 사람, 한 사람 이름을 부르며 인사를 한다. 그리고 "마르첼로, 정말 무제타는 좋은 사람이에요."라고 말한다.
  무제타는 귀걸이를 빼어 마르첼로에게 주면서 "약을 사오고 의사를 불러 오세요. 나는 머프를 사올테니까"하고 같이 나간다.
콜리네는 입었던 외투를 벗고서 낡은 외투에게 <자, 안녕 Vecchia zimarra semti>을 노래한다. "늙은 귀한 벗이여. 그대에게 감사한다. 그대와 이제는 헤어진다. 안녕 나의 진실한 벗이여 안녕." 그리고 외투를 팔려고 나간다.
  쇼나드는 로돌포와 미미 단 둘이만 있게 하기 위해 물병을 들고 콜리네의 뒤를 따라 나간다.
  두 사람은 사랑하던 추억을 더듬는다. "나는 미미라고 부릅니다.", 그는 미미에게 모자를 보인다. 계속하여 "그때 열쇠를 떨어뜨리던 일, 열쇠를 줍고서도 못주은 척 하셨지요. 저는 알고 있습니다. 그리고 손이 차다고 하시면서..."등의 이야기로 지난 날을 회상한다.
  쇼나드가 들어오고 무제타는 사 온 머프를 미미에게 갖다 준다. 그녀는 정신을 회복한다.
  미미는 "편한 것 같다"고 하며 "왜 우십니까? 당신과 이곳에 언제까지나 함께...... 나의 손은 따뜻합니다. 그리고 잠자고 싶습니다."
로돌포는 사다리를 가지고 가서 햇볕이 미미의 얼굴에 강하게 비치지 않도록 하기 위해 무제타의 망토를 씌운다.
  쇼나드는 침대 가까이로 가자 놀라며마르첼로에게 숨소리가 없다고 말한다.
콜리네는 들어와 무제타에게 돈을 내밀면서 어떠냐고 로돌포에게 묻자 안정돼 있다고 말하는데 쇼나드와 마르첼로의 표정이 이상하므로 침대로 달려간다.
마르첼로와 쇼나드는 얼굴을 돌리고 울고 있다. 무제타도 미미가 죽은 줄 알고 울면서 침대에 엎드린다.
  로돌포는 미미의 시체 위에 몸을 던지고 "미미, 미미"하고 부르며 통곡하는데 막이 내린다.

## 유명한 아리아
- 1막 - Che gelida manina - 그대의 찬손 (로돌포)
- 1막 - Sì, mi chiamano Mimi - 네, 다들 저를 미미라 불러요 (미미)
- 1막 - O soave fanciulla - 오 상냥한 아가씨 (로돌포와 미미)
- 2막 - Quando me'n vo soletta per la via - 거리에 나 홀로 나갈 때/무제타의 왈츠 (무제타)
- 3막 - Donde lieta uscì al tuo grido d'amore - 여기서 그녀는 당신의 사랑을 외치는 소리를 행복하게 남기네./미미의 작별인사 (미미)
- 4막 - O Mimi, tu più non torni - 오 미미, 다시 돌아오지 않을건가요? (로돌포와 마르첼로)
- 4막 - Vecchia zimarra - 낡은 코트 (콜리네)
- 4막 - Sono andati? Fingevo di dormire - 다들 떠났나요? 나는 잠자는 척을 했어요 (미미)

## 참고 문헌
- The Opera Goer's Complete Guide, 저자: Leo Melitz, 1921년 판